# SG Neukölln Berlin
SG Neukölln je vaterpolski klub iz Berlina, Njemačka. 

## O klubu
Povijest 'SG Neukölln počinje osnivanjem kluba "Schwimm-Union Rixdorf" u srpnju 1898. godine, ali poslije se preimenuje u "Schwimm-Union Neukölln 1898 e. V.". Klub je tijekom povijesti također imao neke organizacijske promjene ili nije djelovao. Konačno je 1997. godine došlo do ujedinjenja tri plivačka kluba (društva) "Schwimm-Union Neukölln 1898 e. V.", "Freie Schwimmer Neukölln e. V." (osnovan 1904. godine) i "Schwimm Club Neukölln" (osnovan 1949. godine) u "Schwimm-Gemeinschaft Neukölln e. V. Berlin" (skraćeno SG Neukölln", te je to najbrojnije športsko drušrvo vodenih športova u Berlinu. 
 
Vaterpolisti "SG Neukölln" redovito nastupaju u najvišoj njemačkoj ligi - "Deutsche Wasserball-Liga" (DWL), dok je ženska ekipa kluba (nastala iz "SU Neukölln" višestruki prvak Njemačke i ranije Zapadne Njemačke. 

## Momčadi
Postava u sezoni 2006/07.:
Teske, Apostel, Pohlmann, Wünschmann, Fleck, Grotzky, Kirsch, Schonbye, 
Pacyna, Miers, Richter, Jühnemann, Fölsch, 
Trener:
U sezoni 2006./07. natječe se u LENA kupu.

## Vanjske poveznice
- (njem.) sg-neukoelln.de - službene stranice
- (njem.) sg-neukoelln.de, Wasserball
- (njem.) sg-neukoelln.de, Wasserball / Mannschaften
- (njem.) Službene stranice  Arhivirana inačica izvorne stranice od 14. siječnja 2007. (Wayback Machine)
- Arhivirana inačica izvorne stranice od 10. veljače 2007. (Wayback Machine) Stranica glavnog trenera Norberta Warnatzscha  Arhivirana inačica izvorne stranice od 10. veljače 2007. (Wayback Machine)